# Jeanne Crain
Jeanne Elizabeth Crain (Barstow, 25 de maio de 1925 —  Santa Barbara, 14 de dezembro de 2003) foi uma atriz estadunidense.

## Biografia
Jeanne Crain nasceu em Barstow (Califórnia). Filha de um professor e de uma dona de casa, Jeanne mudou-se para Los Angeles logo após seu nascimento. Excelente patinadora, Jeanne atraiu a atenção nacional ao ser coroada "Miss Pan Pacific" no Auditório Pan Pacific, em Los Angeles. Ainda na escola, foi convidada a fazer um teste para o cinema, com Orson Welles, mesmo tendo perdido o papel, ela decidiu querer ser atriz e, assim que terminou o curso secundário, Jeanne se matriculou na UCLA para estudar drama.

## Carreira
Aos 18 anos, Jeanne ganhou um pequeno papel no filme da Fox The Gang's All Here (1943). Seu filme seguinte, Home in Indiana (1944), filmado no Kentucky, Indiana e Ohio, levou-a a um patamar mais alto. Em decorrência desse sucesso, Jeanne estava determinada a aumentar seu faturamento em seu próximo filme, In the Meantime, Darling (1944), onde estrelou como Maggie Preston. Os críticos não só gostaram do filme, mas souberam separar em particular o desempenho da atriz. Ela repercutiu bem o papel no último filme do ano, Winged Victory (1944). As audiências amadas e os filmes eram lucrativos.
Em 1945, Jeanne foi lançada ao elenco de State Fair, como Margie Frake, que viaja à feira e se apaixona por um repórter (Dana Andrews). Ela casou-se com Paul Brooks na véspera do ano novo, o casamento foi longo e eles tiveram 7 filhos, em 1947 ela deixou sua vida de atriz para cuidar de seu primeiro filho.
Em 1949, Jeanne apareceu em três filmes, A Letter to Three Wives (1949), The Fan (1949) e Pinky (1949). O último filme lhe propiciou uma indicação ao Óscar de Melhor Atriz onde protagonizou como Pinky Johnson, uma enfermeira que monta uma clínica no Sul. Porém, ela perdeu o prêmio para Olivia de Havilland no filme The Heiress (1949). Jeanne deixou a Fox Studio's após filmar Vicki (1953), com Jean Peters. Ela já tinha gravado 23 filmes para o estúdio que deu início a sua carreira, mas almejava uma mudança. Como qualquer boa artista, Jeanne quis ampliar sua fama em vez de jogar tudo para o alto e ganhar uma imagem de garota tímida.
Ela entrou brevemente para Warner Bros para a filmagem de Duel in the Jungle (1954). No mesmo ano, Jeanne assinou um contrato com a Universal Studios, com promessas de melhores papéis e perfis de alto escalão. Ela entrou em produção no filme Man without a Star (1955), que era um golpe com as audiências e críticos e depois The Joker is Wild (1957). Porém, neste mesmo ano, Jeanne dedicou-se a família e teve apenas algumas participações em programas de televisão. Ela retornou, brevemente, para filmar em Guns of the Timberland (1960). Em 1967, ela apareceu em um filme de baixo-orçamento chamado Hot Rods to Hell(1967).
A carreira de Crain está totalmente documentada por uma coleção de recordações reunidas por Charles J. Finlay, um antigo jornalista da 20TH Century Fox. A Coleção Jeanne Crain reside no Arquivo de Cinema na Universidade de Wesleyan, em Middletown (Connecticut). Estes arquivos também contem os papéis de Ingrid Bergman, Frank Capra, Clint Eastwood e outros.

## Morte
Jeanne morreu devido a um infarto, em 14 de dezembro de 2003, aos 78 anos, em Santa Barbara (Califórnia). Seu marido, Paul Brooks, havia morrido dois meses antes.

## Filmografia

### Cinema
| Ano  | Título                            | Papel                          | Nota(s)                                     |
| ---- | --------------------------------- | ------------------------------ | ------------------------------------------- |
| 1943 | The Gang's All Here               | Corista                        | Sem créditos                                |
| 1944 | Home in Indiana                   | 'Char' Bruce                   |                                             |
| 1944 | In the Meantime, Darling          | Margaret 'Maggie' Preston      |                                             |
| 1944 | Winged Victory                    | Helen                          |                                             |
| 1945 | State Fair                        | Margy Frake                    |                                             |
| 1945 | Leave Her to Heaven               | Ruth Berent                    |                                             |
| 1946 | Centennial Summer                 | Julia Rogers                   |                                             |
| 1946 | Margie                            | Marjorie 'Margie' MacDuff      |                                             |
| 1948 | You Were Meant for Me             | Peggy Mayhew                   |                                             |
| 1948 | Apartment for Peggy               | Peggy Taylor                   |                                             |
| 1949 | A Letter to Three Wives           | Deborah Bishop                 |                                             |
| 1949 | The Fan                           | Lady Margaret 'Meg' Windermere |                                             |
| 1949 | Pinky                             | Patricia 'Pinky' Johnson       | Indicada — Oscar de Melhor Atriz            |
| 1950 | Cheaper by the Dozen              | Anne Gilbreth                  |                                             |
| 1950 | I'll Get By                       | Ela mesma                      | Sem créditos Participação especial          |
| 1951 | Take Care of My Little Girl       | Elizabeth 'Liz' Erickson       |                                             |
| 1951 | People Will Talk                  | Deborah Higgins                |                                             |
| 1951 | The Model and the Marriage Broker | Kitty Bennett                  |                                             |
| 1952 | Belles on Their Toes              | Anne Gilbreth                  |                                             |
| 1952 | O. Henry's Full House             | Della Young                    | (segmento "The Gift of the Magi")           |
| 1953 | Dangerous Crossing                | Ruth Stanton Bowman            |                                             |
| 1953 | Vicki                             | Jill Lynn                      |                                             |
| 1953 | City of Bad Men                   | Linda Culligan                 |                                             |
| 1954 | Duel in the Jungle                | Marian Taylor                  |                                             |
| 1955 | Man Without a Star                | Reed Bowman                    |                                             |
| 1955 | Gentlemen Marry Brunettes         | Connie Jones / Mitzi Jones     |                                             |
| 1955 | The Second Greatest Sex           | Liza McClure                   |                                             |
| 1956 | The Fastest Gun Alive             | Dora Temple                    |                                             |
| 1957 | The Tattered Dress                | Diane Blane                    |                                             |
| 1957 | The Joker Is Wild                 | Letty Page                     | Também conhecido como All the Way           |
| 1960 | Guns of the Timberland            | Laura Riley                    |                                             |
| 1961 | Madison Avenue                    | Peggy Shannon                  |                                             |
| 1961 | Twenty Plus Two                   | Linda Foster                   | Também conhecido como It Started in Tokyo   |
| 1961 | Nefertiti, Queen of the Nile      | Tenet/Nefertiti                | Título original: Nefertiti, regina del Nilo |
| 1962 | Pontius Pilate                    | Claudia Procula                | Título original: Ponzio Pilato              |
| 1963 | Invasion 1700                     | Helena Kurcewiczówna           | Título original: Col ferro e col fuoco      |
| 1967 | Hot Rods to Hell                  | Peg Phillips                   | Também conhecido 52 Miles to Terror         |
| 1971 | The Night God Screamed            | Fanny Pierce                   | Também conhecido como Scream                |
| 1972 | Skyjacked                         | Sra. Clara Shaw                | Último papel no cinema                      |